# 박범진
박범진 (朴範珍, 1940년 2월 1일~)은 대한민국의 언론인, 정치인이다. 제14·15대 국회의원을 지냈다. 충청북도 영동군에서 태어났다.

## 학력
- 황석초등학교 졸업
- 제천중학교 졸업
- 경복고등학교 졸업
- 서울대학교 문리과대학 정치학 학사

## 경력
- 1964년 조선일보 정치부 기자
- 1967년 민족주의비교연구회(약칭 민비연) 사건으로 복역
- 1972년 남북적십자회담 취재기자
- 1975년 조선일보 언론자유수호운동 참여 파면퇴사
- 오트론 영업이사
- 백화양조 기획이사, 금복주 상무이사
- 1984년 서울신문 논설위원, 편집국장 대리
- 민주정의당 부대변인, 당개혁위원
- 제14, 15대 국회의원
- 민주자유당 대변인
- 신한국당 총재 비서실장
- 국민신당 사무총장
- 새정치국민회의 홍보위원장, 당무위원
- 새천년민주당 지방자치위원장, 정책위원회 교육분과 위원장
- UNESCO 한국위원회 위원
- 양천문화원 고문
- 양천구 충청향우회 고문

## 역대 선거 결과
|  | 24.17% |

|  | 37.52% |

|  | 35.81% |

|  | 37.32% |

## 같이 보기
- 양천구 갑
- 서울 양천구의 국회의원